# Hydnophytum brassii
Hydnophytum brassii är en måreväxtart som beskrevs av Spencer Le Marchant Moore. Hydnophytum brassii ingår i släktet Hydnophytum och familjen måreväxter.
Artens utbredningsområde är Papua Nya Guinea. Inga underarter finns listade i Catalogue of Life.